# Vadim Repin

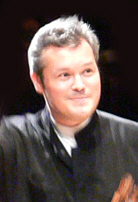
Vadim Repin, marzo de 2008.

Vadim Repin (Novosibirsk, 31 de agosto de 1971) es un violinista ruso.

## Biografía
Vadim Repin nació en Novosibirsk, capital administrativa del Distrito Federal de Siberia, en agosto de 1971.  Comenzó a tocar el violín a la edad de cinco años con Dmitri Vaks, por cuya iniciativa dos años más tarde se trasladó a estudiar con Zakhar Bron y era admirado en Rusia como niño prodigio. A la edad de 17 años se convirtió en el ganador más joven del Concurso Internacional de Música Reina Isabel de Bélgica en Bruselas, uno de los certámenes violinísticos más prestigiosos.
Vadim Repin ha tocado bajo la batuta de directores como Yehudi Menuhin, Pierre Boulez, Riccardo Chailly, Charles Dutoit, Michael Tilson Thomas, Valery Gergiev, James Levine, Kurt Masur, Simon Rattle, Esa-Pekka Salonen, Mstislav Rostropóvich y Riccardo Muti.
Está especializado en música rusa y francesa, particularmente los grandes conciertos para violín rusos. Ha incluido en su repertorio música contemporánea como algunas obras de John Adams y Sofia Gubaidúlina.
Vadim Repin se casó con Caroline Diemunsch en 2001. Tienen un hijo, Leonardo, nacido en junio de 2006.
En 2011, tiene otra hija de su actual mujer, la bailarina Svetlana Zajárova.

## Grabaciones
Ha grabado los conciertos para violín de Mozart, Sibelius, Chaikovski, Prokófiev, Shostakóvich y Nikolái Miaskovski. También ha hecho dos CD de música para violín y piano con Borís Berezovski y ha grabado música de cámara con los pianistas Martha Argerich y Mijaíl Pletniov, el violista Yuri Bashmet, y el chelista Mischa Maisky. 
La mayoría de las grabaciones de Vadim Repin hasta 2005 fueron con la discográfica Erato. Sin embargo, en 2005 apareció en Deutsche Grammophon (DG) en un disco de música de cámara de Serguéi Tanéyev junto a Mijaíl Pletniov, Iliá Gringolts, Nobuko Imai, y Lynn Harrell; en abril de 2006 firmó un contrato en exclusiva con DG.

## Otros
Hasta 2005 tocó un violín construido por Antonio Stradivarius en 1708, llamado el 'Ruby', que previamente había tocado Pablo Sarasate. Actualmente toca el 'von Szerdahely', un Guarneri del Gesù de 1736.